# Хардин (округ, Техас)
Округ Хардин (англ. Hardin County) расположен в США, штате Техас. На 2000 год численность населения составляла 48 073 человек. По оценке бюро переписи населения США в 2009 году население округа составляло 53 424 человек. Окружным центром является город Кунц.

## История
Округ Хардин был сформирован в 1858 году.

## География
Согласно данным Бюро переписи населения США площадь округа Хардин составляет 2316 км².

### Основные шоссе
- Шоссе 69/Шоссе 287
- Шоссе 96
- Автострада 105
- Автострада 326
- Автострада 327

### Соседние округа
- Тайлер  (север)
- Джаспер  (восток)
- Ориндж  (юго-восток)
- Джефферсон  (юг)
- Либерти  (юго-запад)
- Полк  (северо-запад)

## Демография
По данным переписи населения 2000 года в округе проживало 48 073 жителей. Среди них 26,1 % составляли дети до 18 лет, 13,1 % люди возрастом более 65 лет. 50,5 % населения составляли женщины.
Национальный состав был следующим: 91,1 % белых, 7,2 % афроамериканцев, 0,4 % представителей коренных народов, 0,4 % азиатов, 4,4 % латиноамериканцев. 0,9 % населения являлись представителями двух или более рас.
Средний доход на душу населения в округе составлял $17962. 13,2 % населения имело доход ниже прожиточного минимума. Средний доход на домохозяйство составлял $50477.
Также 79,5 % взрослого населения имело законченное среднее образование, а 13,0 % имело высшее образование.